# Serge Telle
Serge Telle (Nantes, 5 maggio 1955) è un politico e diplomatico francese naturalizzato monegasco, Ministro di Stato del Principato di Monaco dal 2016 al 2020.

## Carriera diplomatica
Serge Telle inizia la propria carriera diplomatica nel 1982 nell'ambasciata francese di Dar es Salaam in Tanzania come funzionario del ministero degli affari esteri francese, nel 1984 è un inviato permanente della rappresentanza francese delle Nazioni Unite dove è il responsabile dei dossier sui diritti umani.
Nel 2002 è nominato console generale di Francia a Monaco. Nel 2006 è elevato ambasciatore di Monaco; rinuncia alla carica l'anno seguente quando è scelto come capo di gabinetto di Bernard Kouchner al Ministero dell'Europa e degli affari esteri.
Nel 2008 è nominato ambasciatore presso l'Unione per il Mediterraneo e nel 2013 diventa capo della delegazione interministeriale.

## Carriera politica
Il 4 gennaio 2016 il Principe Alberto II lo designa come successore di Michel Roger che si dimise per motivi di salute, ed entra in funzione il 1º febbraio del 2016. Telle non appartiene a nessun partito politico, essendo indipendente.
Gli è succeduto, il 1º settembre 2020, Pierre Dartout.